# Шербенешть (комуна)
Шербенешть, Шербенешті (рум. Șerbănești) — комуна у повіті Олт в Румунії. До складу комуни входять такі села (дані про населення за 2002 рік):
- Стругурелу (153 особи)
- Шербенешть (2342 особи)
- Шербенештій-де-Сус (717 осіб)

Комуна розташована на відстані 112 км на захід від Бухареста, 28 км на південний схід від Слатіни, 69 км на схід від Крайови.

## Населення
За даними перепису населення 2002 року у комуні проживали 3212 осіб.
Національний склад населення комуни:
| Національність | Кількість осіб | Відсоток |
| -------------- | -------------- | -------- |
| румуни         | 3211           | > 99,9%  |
| угорці         | 1              | < 0,1%   |

Рідною мовою назвали:
| Мова      | Кількість осіб | Відсоток |
| --------- | -------------- | -------- |
| румунська | 3211           | > 99,9%  |
| угорська  | 1              | < 0,1%   |

Склад населення комуни за віросповіданням:
| Релігія       | Кількість осіб | Відсоток |
| ------------- | -------------- | -------- |
| православні   | 3210           | 99,9%    |
| римо-католики | 1              | < 0,1%   |
| баптисти      | 1              | < 0,1%   |